# 1954年1月19日月食
1954年1月19日月食为一次在协调世界时1954年1月19日出現的月全食。該次月食半影食分為2.111、全影食分為1.037。偏食維持了102分，全食維持15分。

## 概述
這次月食的食分是8.03，偏食維持了102分，全食維持15分。

## 基本參數
- 類型：月全食
- 食甚資料：
  - 日期：1954年1月19日
  - 時間：2:32
  - 月球位置：赤經8.03度、赤緯20.1度
  - 食分：半影食分：2.111、全影食分：1.037
  - 持續時間：偏食102分、全食15分

## 外部連結
- NASA月食專頁（页面存档备份，存于）（英文）